# Polite fiction
En inglés, polite fiction es una frase (que podría traducirse como "ficción por cortesía") que representa un escenario social (y no un género artístico, como sí lo es por ejemplo la ficción histórica) donde los participantes están al tanto de la realidad, pero simulan creer en alguna versión distinta para evitar conflictos o vergüenza. En el uso académico, el término puede rastrearse hasta al menos 1953.
Un ejemplo sería el de una persona que va a alcoholizarse, pero le dice a su familia que simplemente va a dar un paseo para disfrutar el aire nocturno. A pesar de que los demás saben que sólo va a caminar hasta el bar y volver a casa borracho, todos fingen que realmente se va a dar un paseo; y simulan no darse cuenta de su borrachera cuando regrese. Otro ejemplo es la situación que se da en el cuento infantil El traje nuevo del emperador, donde todos aparentan ver que el rey viste un traje especial, cuando en realidad está desnudo.